# Jardín Botánico Central de la Academia Nacional de Ciencias de Bielorrusia
El Jardín Botánico Central de la Academia Nacional de Ciencias de Bielorrusia (en ruso: Центральный ботанический сад Национальной академии наук Беларуси) es un jardín botánico de unas 153 hectáreas de extensión siendo uno de los mayores de Europa, que depende administrativamente de la Academia Nacional de Ciencias de Bielorrusia. Es miembro del BGCI.

## Localización
Se encuentra situado en Minsk, capital de Bielorrusia.
Calle Surganov., 2V, 220012, Minsk, 
- Teléfono: 37517 284 14 84

## Historia
Es una de las instituciones botánicas más antiguas de Bielorrusia. Fue fundado en 1932 por decisión del consejo de comisarios nacionales.
Es la mayor institución que se ocupa de la conservación de la biodiversidad de plantas vivas en Bielorrusia.
Investiga en la introducción de plantas, la aclimatación, la fisiología, la química biológica y su ecología, así como control del medio ambiente.

## Colecciones
Actualmente con más de 9 mil especies de plantas, procedentes de todo el mundo, número que se está incrementando continuamente. Cuando la colección alcance las 10000 especies, entonces el jardín entrará a formar parte de los diez mejores jardines botánicos del mundo.
Extensas colecciones de coníferas, plantas de flor ornamentales (tulipanes, lirios, iris, peonias, rosas, gladiolos), colecciones de plantas anuales y perennes, conservación de especies nativas raras. 

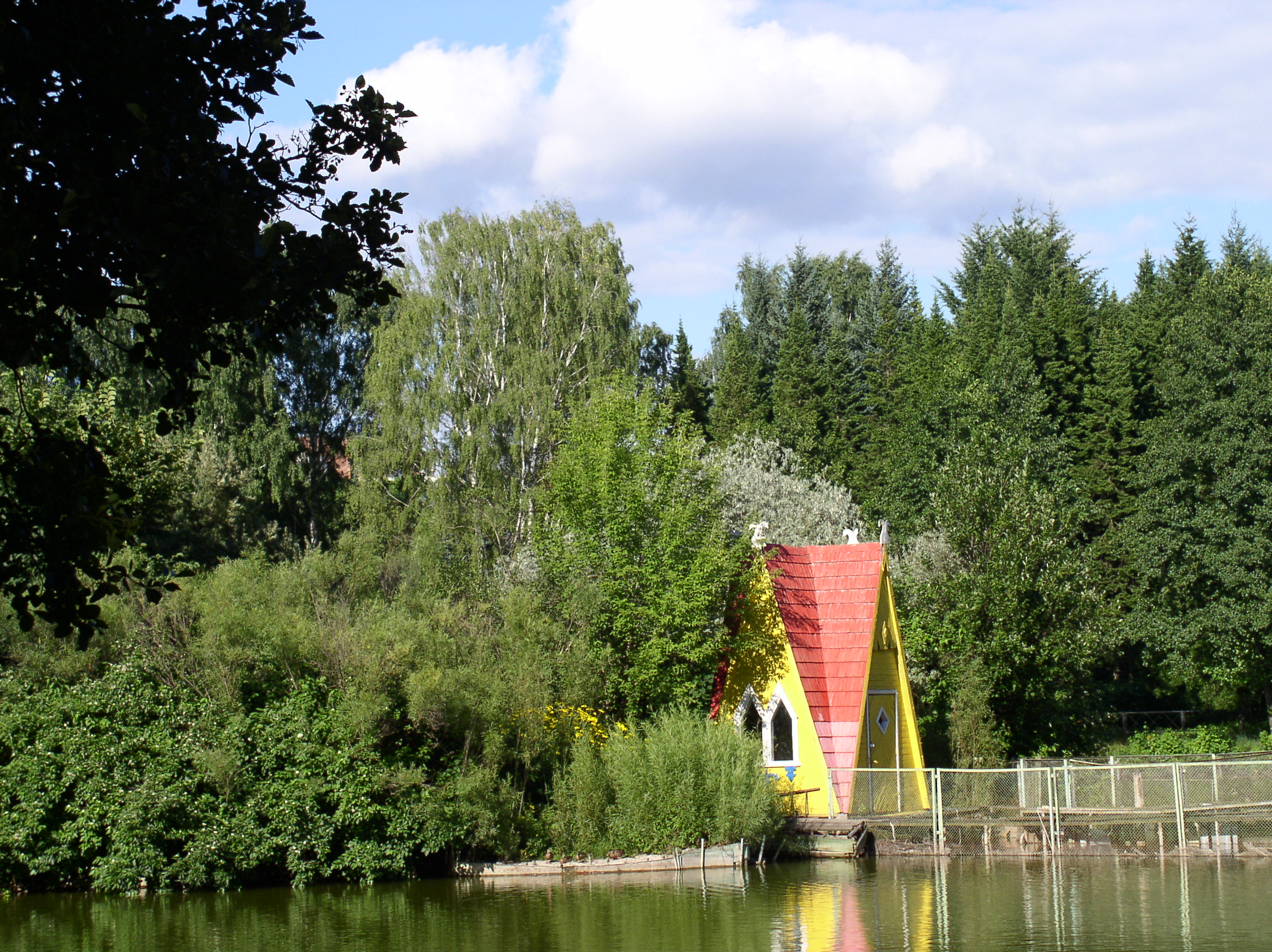
Jardín Botánico Central de Minsk, casa del cisne.

Entre sus colecciones son de destacar:
- Colecciones de Bielorrusia,
- Colecciones de Rusia,
- Colecciones in vitro,
- Herbario

## Actividades
Entre sus programas y actividades:
- Biotecnología,
- Conservación Biológica
- Conservación Genética
- Manejo de datos e información de plantas
- Ecología
- Florística
- Horticultura
- Sistemática y Taxonomía
- Medioambiente Urbano